# Vellozia caespitosa
Vellozia caespitosa är en enhjärtbladig växtart som beskrevs av Lyman Bradford Smith och Edward Solomon Ayensu. Vellozia caespitosa ingår i släktet Vellozia och familjen Velloziaceae. Inga underarter finns listade.